# Boxthó
Boxthó es una localidad de México perteneciente al municipio de Alfajayucan en el estado de Hidalgo.

## Geografía
A la localidad le corresponden las coordenadas geográficas 20° 23’ 36.408” de latitud norte y 99° 22’ 6.077” de longitud oeste, con una altitud de 1906 m s. n. m. Se encuentra a una distancia aproximada de 3.76 kilómetros al suroeste de la cabecera municipal, Alfajayucan.
En cuanto a fisiografía, se encuentra dentro de la provincia del Eje Neovolcánico dentro de la subprovincia de Llanuras y Sierras de Querétaro e Hidalgo; su terreno es de lomerío y llanura. En lo que respecta a la hidrología se encuentra posicionado en la región Panuco, dentro de la cuenca del río Moctezuma, en la subcuenca del río Alfajayucan. Cuenta con un clima semiseco templado.

## Demografía
En 2020 registró una población de 590 personas, lo que corresponde al 3.08 % de la población municipal. De los cuales 285 son hombres y 305 son mujeres. Tiene 142 viviendas particulares habitadas.
| Gráfica de evolución demográfica de Boxthó entre 1900 y 2020                                                |
| |
| Población de los censos y conteos del Instituto Nacional de Estadística y Geografía (INEGI) de 1921 a 2010. |

## Economía
La localidad tiene un grado de marginación alto y un grado de rezago social bajo.